# Tarasowo
Tarasowo (biał. Тарасава, ros. Тарасово) – wieś na Białorusi, w obwodzie mińskim, w rejonie mińskim, w sielsowiecie Żdanowicze. Leży 2 km na zachód od Mińska, na północ od drogi magistralnej M6 (E28).

## Historia

### Wielkie Księstwo Litewskie
Majątek Tarasowski otrzymał za służbę Olechno Dowojnowicz od Wielkiego Księcia Litewskiego Zygmunta Kiejstutowicza. 25 listopada 1459 roku ofiarował wieś swojej żonie Waśce (Barbarze) jako wiano. Ponieważ nie mieli oni dzieci, po śmierci Olechna, Barbara przekazała część majątku otrzymanego od męża swojemu bratu Janowi Iliniczowi, pod warunkiem utrzymywania ołtarznika na pamięć o niej, jej mężu i bliskich. W 1477 r. majątek leżał w powiecie mińskim województwa wileńskiego Wielkiego Księstwa Wileńskiego. W 1516 r. wieś należała do Fedkowicza i hetmana Konstantego Ostrogskiego. W 1582 r. Tarasowo leżało w powiecie mińskim województwa mińskiego. W 1667 r. wieś należała do Druckich-Horskich, znajdowało się tutaj 12 dymów. W 1791 r. wieś liczyła 106 mieszkańców, należała do Józefa Hrehorowicza (1759–1841) i Francewicza.

### Imperium Rosyjskie
W wyniku II rozbioru miejscowość znalazła się w granicach Imperium Rosyjskiego, należała do ujezdu mińskiego w guberni mińskiej. W 1800 r. właścicielem był Korsakow. W 1861 r. wieś leżała w wołoście Stare Sioło, znajdowała się tutaj cerkiew. W 1879 r. Hrehorowicz otworzył w majątku gorzelnię, która zatrudniała 8 pracowników.

### XX wiek
Od lutego do grudnia 1918 r. wieś była pod okupacją niemiecką. W latach 1919–1920 znajdowała się pod polską administracją w okręgu mińskim Zarządu Cywilnego Ziem Wschodnich. Od 1920 r. w granicach BSRR, od 20 sierpnia 1924 r. w składzie sielsowietu Ratomka rejonu zasławskiego okręgu mińskiego (do 26 lipca 1930 r.). Podczas II wojny światowej pod okupacją niemiecką od końca czerwca 1941 r. do początku lipca 1944 r. W latach 1941–1942 działało podziemie antyfaszystowskie Tarasowo-Ratomka. Do 8 kwietnia 1957 r. wieś wchodziła w skład sielsowietu Ratomka, następnie do sielsowietu Miadźwierzyńsk. Od 20 stycznia 1960 r. w sielsowiecie Żdanowicze.

## Zbiorowa egzekucja
Podczas II wojny światowej w miejscowości dokonano zbiorowej egzekucji około 100 więźniów więzienia w Wołożynie, ewakuowanych przez NKWD na wschód po wybuchu wojny niemiecko-sowieckiej .
Po południu w dniu 26 czerwca 1941 r. kolumnę więźniów skierowano do lasu nieopodal wsi. W niewielkim wąwozie polecono im usiąść, rzekomo w celu odpoczynku. Rozstawiono ich w rzędach po 7–10 osób, tworzących swoisty czworobok. Więźniowie musieli przy tym usiąść w ten sposób, aby jeden siedział między nogami drugiego, podczas gdy ten obejmował go rękoma. W międzyczasie za plecami więźniów ustawiono dwa karabiny maszynowe. W pewnym momencie kilkanaście osób zorientowało się, że enkawudziści czynią przygotowania do egzekucji i podjęło udaną próbę ucieczki. Pozostałych skoszono seriami broni maszynowej. Ofiary dające oznaki życia były dobijane przez konwojentów  (zobacz Droga śmierci Wołożyn-Tarasowo).

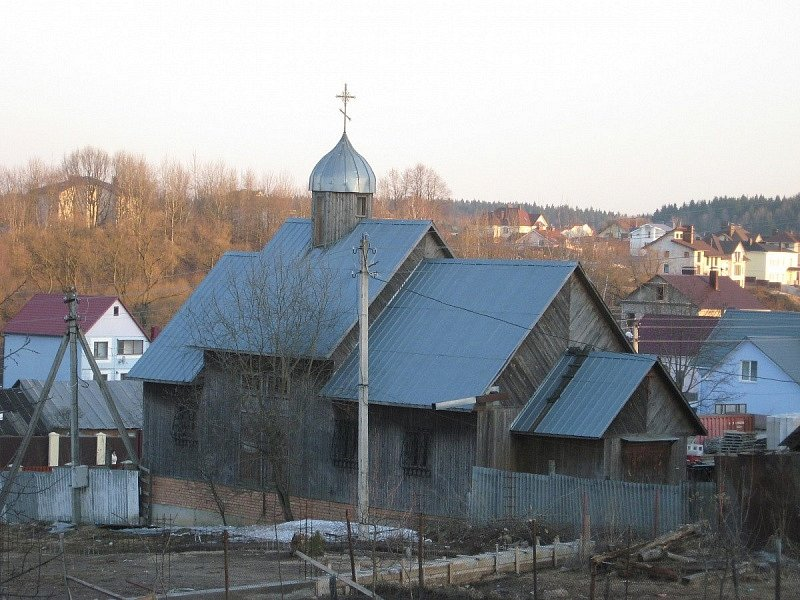
Cerkiew św. Jerzego